# Clermont-Ferrand
Clermont-Ferrand (pronúncia em francês: [klɛʁmɔ̃ fɛʁɑ̃], auvernhês Clharmou-Faran) é uma cidade francesa na região administrativa de Auvérnia-Ródano-Alpes, no departamento Puy-de-Dôme. Estende-se por uma área de 42,68 km². Em 2010 a comuna tinha 149 464 habitantes (densidade: 3 502 hab./km²).191 hab/km².
Era chamada de Augustonêmeto (em latim: Augustonemetum) durante o período romano.

## Características
A cidade de Clermont-Ferrand — a maior da região Auvérnia — é a capital da região e do departamento Puy-de-Dôme. É uma cidade com mais de 2000 anos de história.
É uma cidade com uma cultura riquíssima e com monumentos diversos, nomeadamente a catedral Notre-Dame-de-l'Assomption e a basílica românica de Notre-Dame-du-Port. Em termos de cultura, a cidade acolhe notavelmente o museu L'Aventure Michelin.